# Bedårande barn av sin tid (sång)
Bedårande barn av sin tid är en låt av den svenska punkrockgruppen Noice. Låten släpptes som titelspåret och åttonde låten på deras album Bedårande barn av sin tid 1980. Bedårande barn av sin tid skrevs av keyboardisten Freddie Hansson och sångaren/gitarrist Hasse Carlsson.
En bok om Noice tar sin titel från låten.
Låten är en av deras mest kändaste då den har varit med på deras samlingsalbum H.I.T.S., Flashback Number 12, Svenska popfavoriter och även 17 klassiker.
"Bedårande barn av sin tid" var även B-sidan till singeln "Allting okey" släppt 1981,

## Medverkande
- Hasse Carlsson – sång/gitarr
- Peo Thyrén – elbas
- Freddie Hansson – klaviatur
- Robert Klasen – trummor